# مارسيو سينا
مارسيو سينا هو لاعب كرة قدم برازيلي في مركز الوسط، ولد في 21 مايو 1981 في ساو باولو في البرازيل. لعب مع أتلتيكو يوفنتوس وريد بل برازيل ونادي جوفنتودي ونادي داليان شيده ونادي فادوتس.

## وصلات خارجية
- مارسيو سينا على موقع قاعدة بيانات كرة القدم.إي يو (الإنجليزية)
- مارسيو سينا على موقع Soccerway.com (الإنجليزية)